# Kuivasjärvi (sjö i Uleåborg)
Kuivasjärvi är en sjö i Finland. Den ligger nära Uleåborgs universitetsområde i kommunen Uleåborg i landskapet Norra Österbotten, i den centrala delen av landet, 500 km norr om huvudstaden Helsingfors. Kuivasjärvi ligger 12 meter över havet. Arean är 82,3 hektar och strandlinjen är 5,51 kilometer lång. Sjön  ingår i Bottenvikens kustområde.   I omgivningarna runt Kuivasjärvi växer i huvudsak blandskog. Pyykösjärvi är en annan sjö i närheten.